# Сентрејлија (Ајова)
Сентрејлија (енгл. Centralia) град је у америчкој савезној држави Ајова. По попису становништва из 2010. у њему је живело 134 становника.

## Демографија
Према попису становништва из 2010. у граду је живело 134 становника, што је 33 (32,7%) становника више него 2000. године.
| Група             | 2000.       | 2010.       |
| Белци             | 100 (99,0%) | 132 (98,5%) |
| Афроамериканци    | 0 (0,0%)    | 0 (0,0%)    |
| Азијати           | 0 (0,0%)    | 0 (0,0%)    |
| Хиспаноамериканци | 0 (0,0%)    | 0 (0,0%)    |
| Укупно            | 101         | 134         |